# Adelina Chilica
Adelina Chilica là một chính trị gia người Angolan cho MPLA và là thành viên của Quốc hội Angola.